# Hedwig Lindenberg
Hedwig Lindenberg (* 13. November 1866 in Remscheid-Hasten; † 1951 in Düsseldorf) war eine deutsche  Marinemalerin.

## Leben
Die Schwester der Stahlfabrikanten Julius und Richard Lindenberg bildete sich nach Vorstudien 1900 bis 1905 privat in Düsseldorf bei den norwegischen Landschaftsmalern Morten Müller und Ludvig Munthe sowie dem Marinemaler Carl Becker  zur Landschafts- und speziell zur Marinemalerin aus. Sie war, abgesehen von Studienreisen, zeitlebens in Düsseldorf tätig. Lindenberg war Mitglied des Vereins Düsseldorfer Künstler, des Frauenkunstverbands und des Düsseldorfer Künstlerinnenvereins Ring sowie Vorstandsmitglied der Allgemeinen Deutschen Kunstgenossenschaft.

## Werk
In Lindenbergs Werk dominiert die Marinemalerei mit Betonung des meist schweren Seegangs und bewölkter Himmelspartien. Stilistisch ist es der vom Impressionismus beeinflussten Düsseldorfer Marinemalerei, vertreten durch u. a. Carl Becker, Andreas Dirks, Erwin Günter, Franz Müller-Gossen und Cornelius Wagner, zuzuordnen.
- Mondnacht in Zons, 1887, Stadtmuseum Düsseldorf (Abb.: Lexikon der Düsseldorfer Malerschule. Band 2)
- Zwei Küstensegler, Öl/Lwd., 62 × 75,5 cm; sign. u.l.: Lindenberg Ddf. 1907, Kunsthandel 2001
- Sommerabend am Meer, 1909, erworben vom Kunstverein Hanau
- Zähringen unter Volldampf, 1910
- Nach dem Sturm war 1922 in der Großen Kunstausstellung im Kunstpalast Düsseldorf ausgestellt
- Sturmflut, 1926, ehemals Seebad Norderney
- Die Ausfahrt des Rettungsbootes Fürst Bismarck, 1927, erworben von der Deutschen Gesellschaft zur Rettung Schiffbrüchiger
- Abendstimmung, 1928, ehemals Suermondt-Ludwig-Museum Aachen
- Fischerboot auf See, Deutsches Schiffahrtsmuseum Bremerhaven